# Eucarpia straeleni
Eucarpia straeleni är en insektsart som först beskrevs av Synave 1933.  Eucarpia straeleni ingår i släktet Eucarpia och familjen kilstritar.
Artens utbredningsområde är Papua Nya Guinea. Inga underarter finns listade i Catalogue of Life.